# Wasp (Schiff, 1989)
Die USS Wasp (LHD-1) ist ein amphibisches Angriffsschiff der United States Navy und Namensgeberin der Wasp-Klasse.

## Geschichte
Die USS Wasp wurde von Ingalls Shipbuilding in Pascagoula, Mississippi, gebaut. Die Kiellegung war am 30. Mai 1985 und der Stapellauf fand am 4. August 1987 statt. Die USS Wasp wurde im Juli 1989 in Dienst gestellt und der Atlantikflotte zugeteilt.
Am 20. April 1993 lief das Schiff 3,5 Meilen südlich der somalischen Küste auf ein niedriges Riff. Der Kiel und die Schraube schabten über das Riff, aber niemand wurde verletzt. Die USS Wasp konnte ihre damalige Mission fortsetzen. Der Navigator und der Kommandant wurden nach diesem Vorfall ihrer Posten enthoben.
Zwei Jahre später, am 29. März 1995 kollidierte die USS Wasp mit der USS Seattle (AOE-3). Die durch die Kollision verursachten Schäden waren nur gering.
Im Rahmen des globalen Kampfes gegen den Terrorismus fuhr die USS Wasp im Jahr 2004 Einsätze im Roten Meer, im Persischen Golf und im Indischen Ozean. Danach kehrte sie im September 2004 in ihren Heimathafen nach Norfolk (Virginia) zurück. Dort blieb sie bis zum Frühjahr 2005. Seitdem (Stand 2012) verlegte die Wasp nicht mehr. Als Grund gab die US Navy an, dass das Gefechtseinsatzführungssystem Advanced Combat Direction System (ACDS) nicht mehr auf dem aktuellen Stand der Technik sei; es solle bis 2014 ersetzt werden.
Seit dem 13. Januar 2011 wird die Wasp in Portsmouth für Tests mit der Lockheed Martin F-35B umgerüstet, um der erste Träger der Navy für das neue Kampfflugzeug zu werden. Die Entscheidung für die Wasp fiel auch, da sie wegen des veralteten ACDS ohnehin nicht aktiv eingesetzt werden kann und daher als Testschiff dienen kann, ohne dass andere Träger dafür aus der Einsatzroutine genommen werden müssten.
2015 und 2016 war die USS Wasp im Rahmen der Operation Odyssey Lightning zur Unterstützung bei der Bekämpfung von Zielen der Terrormiliz Islamischer Staat (IS) in Libyen beteiligt.
2017 sollte das Schiff nach Japan verlegt werden und verließ am 30. August seinen Heimathafen Norfolk. Aufgrund der Hurrikane Irma und Maria wurden die Pläne jedoch geändert, und das Schiff unterstützte die Katastrophenhilfe auf den Amerikanischen Jungferninseln, Dominica und Puerto Rico.

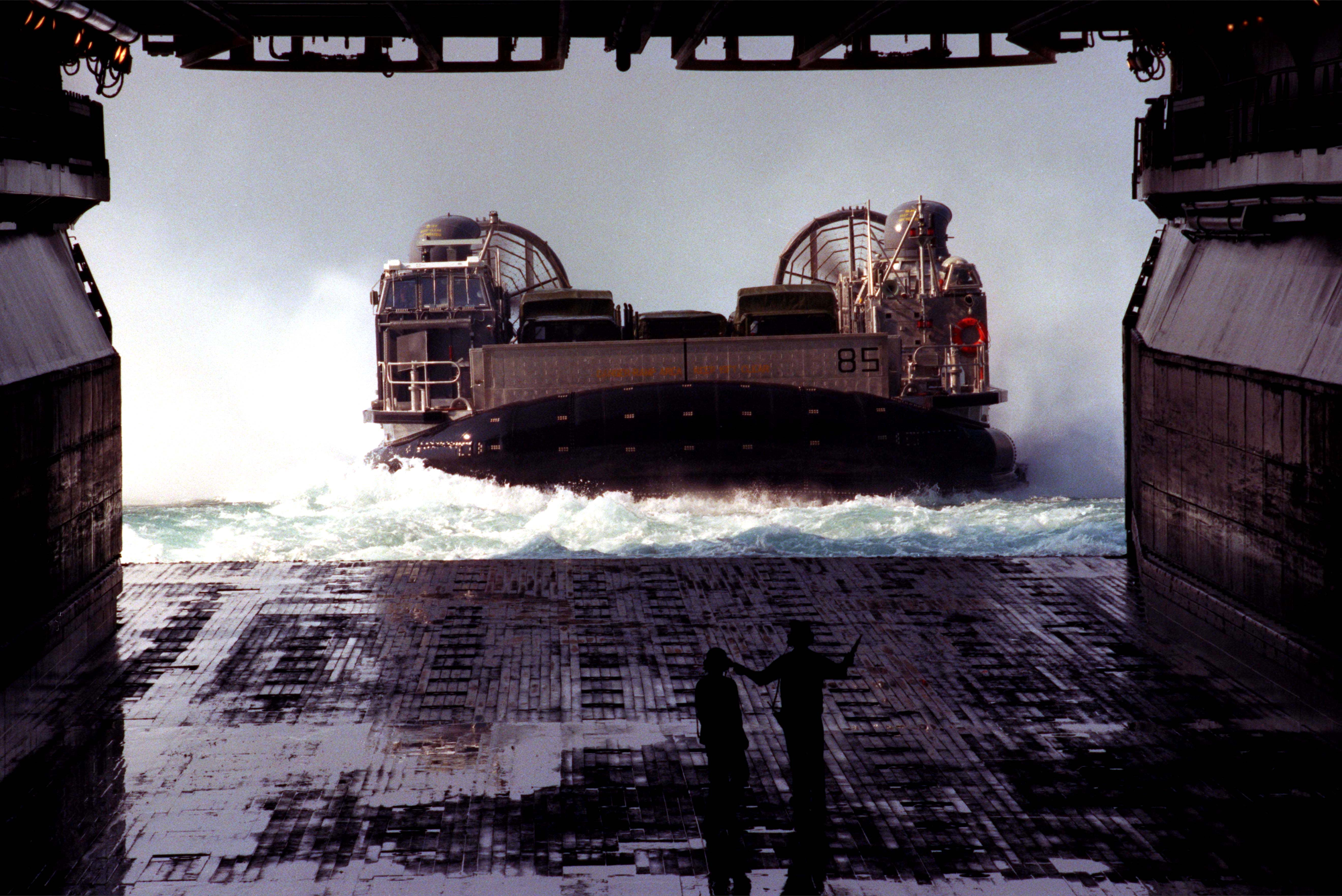
LCAC vor dem Welldeck
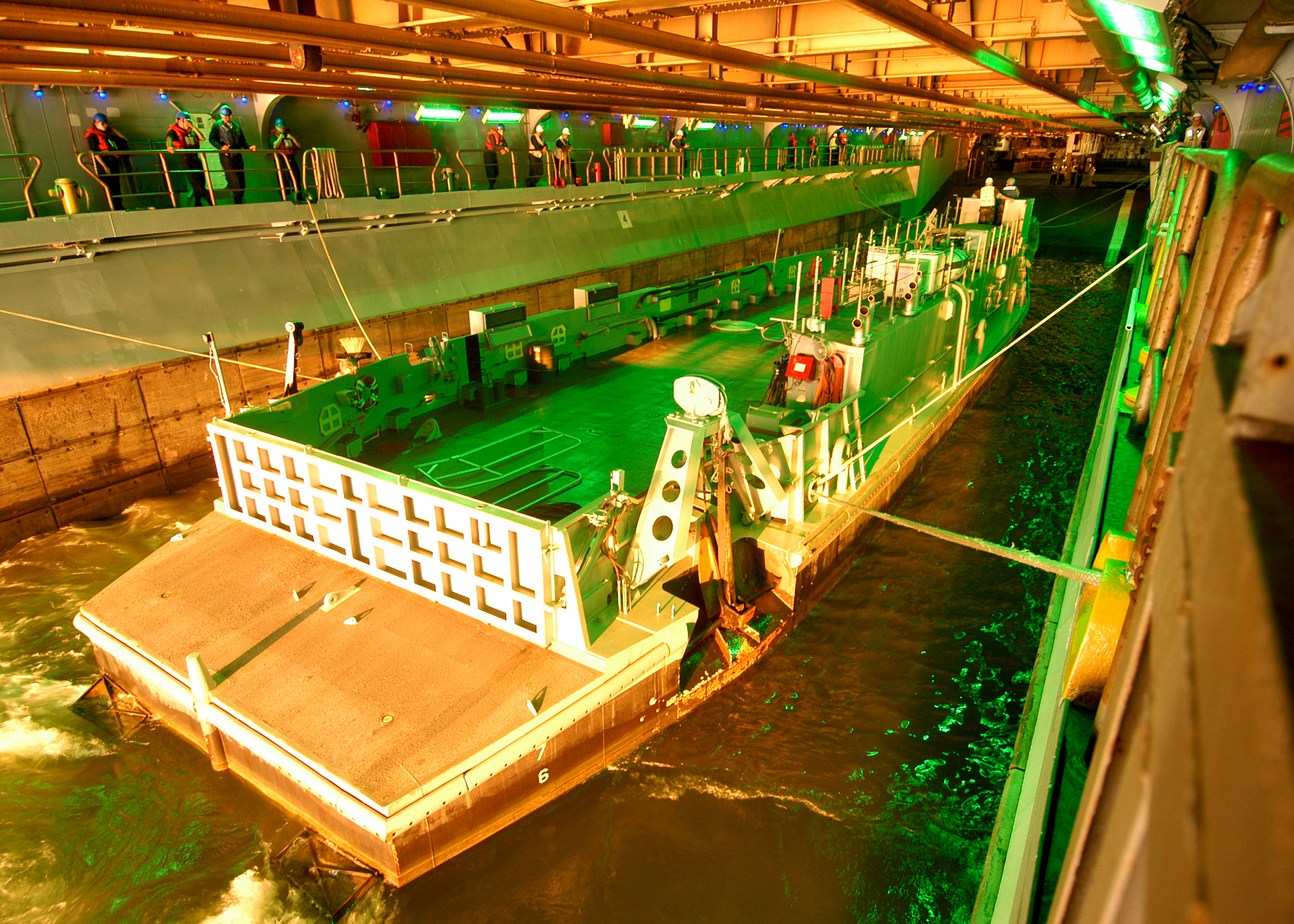
LCU im Welldeck
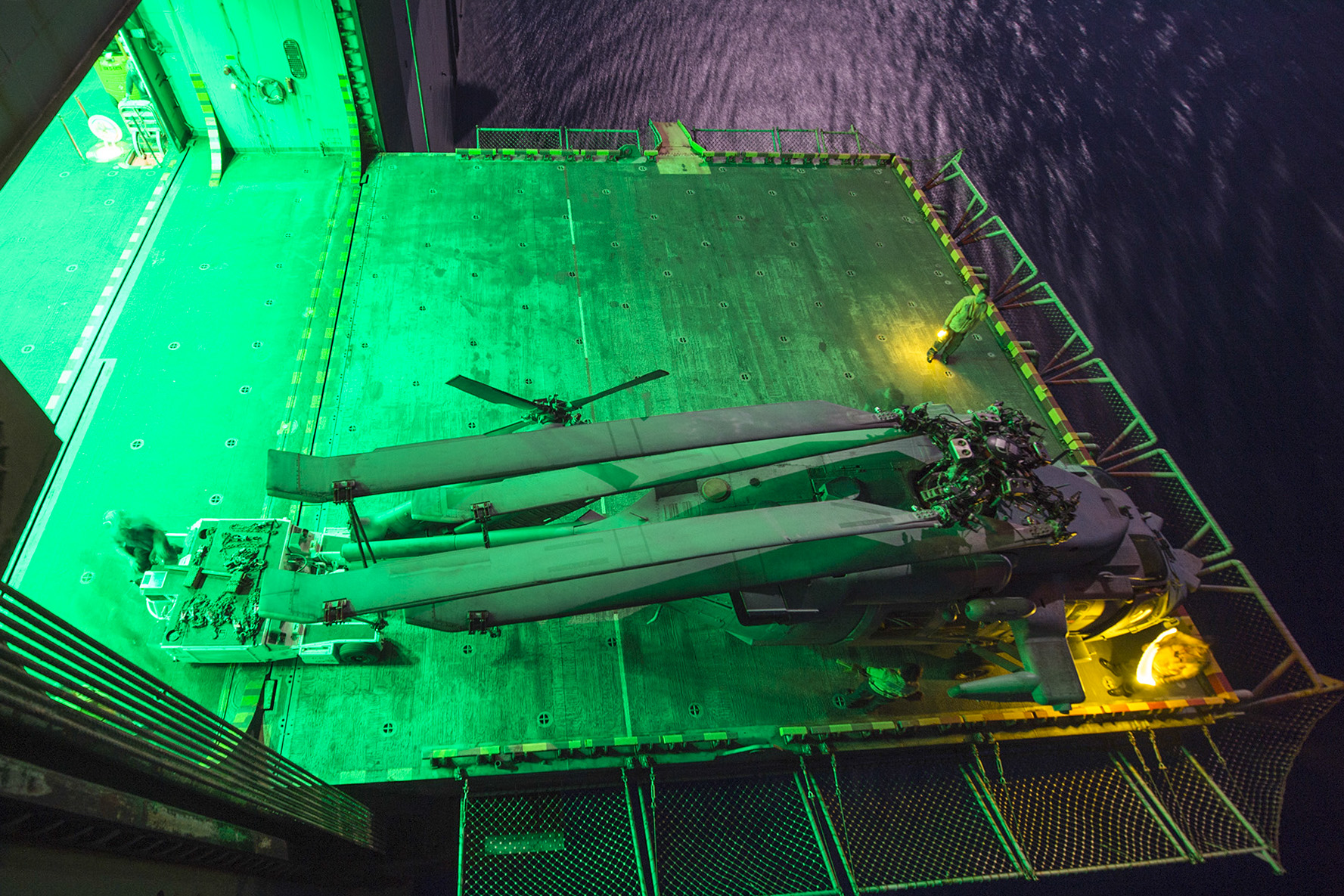
MH-60S-Seahawk-Hubschrauber